# Gerhard Pongracz
Gerhard Pongracz (* 7. März 1958; † 2. Oktober 2020) war ein österreichischer Politiker (SPÖ) und Vermessungstechniker. Er war von 1996 bis 2015 Abgeordneter zum Burgenländischen Landtag.

## Ausbildung und Beruf
Pongracz besuchte die Volksschule in Oberwart und wechselte nach der Unterstufe im Gymnasium Oberschützen an die HTL Mödling, an der er drei Klassen der Abteilung Maschinenbau absolvierte. Er begann danach eine Ausbildung zum Vermessungstechniker in Wien, leistete 1979 den Präsenzdienst ab und legte 1982 nach fünfjähriger Praxis die Technikerprüfung in Graz ab. Seit 1975 arbeitete Pongracz in einem Vermessungsbüro in Oberwart, wo er Kanzleileiter war.

## Politik
Pongracz war seit 1987 Mitglied der SPÖ und seit 1988 Sprengelobmann. 1990 wurde er zum Stadtparteiobmann der SPÖ Oberwart bestimmt. 1987 wurde Pongracz in den Bezirksausschuss, 1990 in den Bezirksvorstand gewählt. Er war seit 1992 Stadtrat in Oberwart und seit 1997 Vizebürgermeister der Stadtgemeinde. Im Jahr 2002 wurde er schließlich zum Bürgermeister der Gemeinde gewählt. Dieses Amt hatte er bis zur Gemeinderatswahl 2012 inne, in der er in einer Stichwahl dem Herausforderer Georg Rosner (ÖVP) unterlag.
Pongracz wurde 1996 in den Landtag gewählt und am 27. Juni 1996 als Abgeordneter angelobt. Er war Bereichssprecher für Wohnbauförderung, Bauangelegenheiten und Raumplanung im SPÖ-Landtagsklub.
Für die Landtagswahl im Burgenland 2015 kündigte er an, nicht mehr zu kandidieren.